# Lebiasinidae

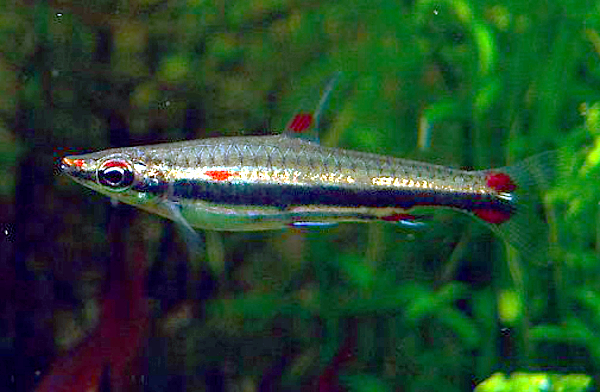
Nannostomus harrisoni

Lebiasinidae es una familia de peces de río del orden Characiformes.

## Morfología
El tamaño corporal va desde miniaturas, en Nannostomus anduzei y Pyrrhulina vittata, hasta tamaños medios, con los 15 cm de longitud máxima en la subfamilia Lebiasininae; todas las especies tienen forma cilíndrica alargada, con escamas bastante grandes; el sistema de canal laterosensorial del cuerpo está muy reducido y en algunas especies ausente.
En algunas especies puede haber una aleta adiposa; la aleta anal tiene una base muy corta con hasta 13 radios y los machos de la mayoría de las especies tienen bien desarrolladas aletas anales especializadas para el cortejo y la copulación; la fontanela frontal/parietal está ausente, la mejilla está bien cubierta por los huesos orbital y opercular y las escamas de la parte dorsal del cuerpo recubren los huesos parietales de la cabeza.

## Hábitat
Miembros de esta familia pueden encontrarse en ríos y lagos de Costa Rica, Panamá y todos los países de América del Sur excepto en Chile. La mayoría de las especies se encuentran en aguas limpias o cenagosas desde el nivel del mar hasta los 250 m de altitud (nunca en el mar), aunque algunas especies de la subfamilia Lebiasininae pueden encontrarse en ríos de hasta 1000 m de altitud.

## Acuariología
Muchas de las especies de la subfamilia Pyrrhulininae, especialmente los «peces lápiz» del género Nannnostomus, son importantes especies de uso en acuariología, por su pequeño tamaño y buena aclimatación al acuario.

## Géneros y especies
No hay una revisión reciente de esta familia, de la que se considera que existen 64 especies agrupadas en dos subfamilias y 7 géneros:
- Subfamilia Lebiasininae:
  - Género Derhamia (Géry y Zarske, 2002) - con 1 sola especie.
  - Género Lebiasina (Valenciennes en Cuvier y Valenciennes, 1847) - con 9 especies.
  - Género Piabucina (Valenciennes en Cuvier y Valenciennes, 1850) - con 9 especies.
- Subfamilia Pyrrhulininae:
  - Género Copeina (Fowler, 1906) - con 2 especies.
  - Género Copella (Myers, 1956) - con 9 especies.
  - Género Nannostomus (Günther, 1872) - con 16 especies.
  - Género Pyrrhulina (Valenciennes en Cuvier y Valenciennes, 1846) - con 18 especies.